# Tomáš Karas
Tomáš Karas (født 16. maj 1975 i Prag) er en tjekkisk tidligere roer.

## Rokarriere
Karas var med til at vinde VM-sølv for U/23 i 1996 i dobbeltsculler. Efter at have roet i forskellige bådtyper nogle år som senior kom han med i den tjekkiske dobbeltfirer sammen med David Kopřiva, Jakub Hanák og David Jirka. De vandt deres indledende heat og deres semifinale, og i finalen var det tjekkerne, russerne og polakkerne, der lå forrest midtvejs, men mens russerne holdt tempoet og vandt guld, kæmpede de to andre mere, dog ikke mere end tjekkerne holdt deres andenplads, mens Ukraine hentede bronze ganske snært foran polakkerne.

## OL-medaljer
- 2004:  Sølv i dobbeltfirer